# 忠道町
忠道町（ちゅうどうちょう）は、愛知県名古屋市南区の地名。

## 歴史

### 町名の由来
忠治新田・道徳新田より一字ずつ採って命名されたという。

### 沿革
- 1939年（昭和14年）7月20日 - 南区豊田町の一部により、同区忠道町が成立[3]。
- 1960年（昭和35年）1月22日 - 忠道土地区画整理組合の設立が認可される[4]。
- 1962年（昭和37年）12月27日 - 南区豊田町の一部を編入する[3]。
- 1974年（昭和49年） - 当地にあった第一製鋼が飛島村に移転し、名古屋市苗木生産センター設置[5]。
- 1977年（昭和52年） - 忠道公園設置[6]。
- 1993年（平成5年）11月22日 - 忠次一丁目・二丁目と豊田五丁目に編入され、廃止。